# Polska Superliga Tenisa Stołowego 2015/2016
Superliga Tenisa Stołowego 2015/2016 – edycja rozgrywek pierwszego poziomu ligowego w Polsce. Brało w niej udział 12 drużyn, grając systemem kołowym. Cztery czołowe drużyny w tabeli po sezonie zasadniczym brały udział w meczach play-off o tytuł mistrza kraju natomiast drużyny z miejsca 11 i 12 zostały zdegradowane do niższej ligi.
Złoty medal Mistrzostw Polski wywalczył zespół Olimpii-Unii Grudziądz, srebrny Dekorglassu Działdowo, a brązowy otrzymały Kolping Jarosław i Polonia Bytom. Do niższej ligi zostały zdegradowane Strzelec Frysztak oraz Odra Miękinia.

## Drużyny
| Nazwa drużyny                         | Miejsce w poprzednim sezonie |
| ------------------------------------- | ---------------------------- |
| ASTS OLIMPIA-UNIA Grudziądz           | 1                            |
| KS DARTOM BOGORIA Grodzisk Mazowiecki | 2                            |
| PKS Kolping FRAC Jarosław             | 3                            |
| KS Dekorglass Działdowo               | 3                            |
| 3S Polonia Bytom                      | 5                            |
| MORLINY Ostróda                       | 6                            |
| KST Energa-Manekin Toruń              | 7                            |
| Zooleszcz Gwiazda Bydgoszcz           | 8                            |
| ZKS Palmiarnia Zielona Góra           | 9                            |
| FIBRAIN AZS Politechnika Rzeszów      | 10                           |
| GMKS Strzelec Frysztak                | Awans z I ligi               |
| LKS Odra Metraco SA Miękinia          | Awans z I ligi               |

## Tabela i wyniki (sezon zasadniczy)
| Poz. | Drużyna                               | M  | Z  | P  | Pojedynki | Punkty |
| ---- | ------------------------------------- | -- | -- | -- | --------- | ------ |
| 1.   | ASTS Olimpia-Unia Grudziądz           | 22 | 18 | 4  | 58:30     | 52     |
| 2.   | KS Dekorglass Działdowo               | 22 | 17 | 5  | 59:30     | 51     |
| 3.   | PKS Kolping Frac Jarosław             | 22 | 17 | 5  | 56:31     | 48     |
| 4.   | 3S Polonia Bytom                      | 22 | 15 | 7  | 54:33     | 46     |
| 5.   | KS Dartom Bogoria Grodzisk Mazowiecki | 22 | 14 | 8  | 53:42     | 41     |
| 6.   | KST Energa-Manekin Toruń              | 22 | 13 | 9  | 50:36     | 40     |
| 7.   | ZKS Palmiarnia Zielona Góra           | 22 | 12 | 10 | 44:42     | 33     |
| 8.   | Zooleszcz Gwiazda Bydgoszcz           | 22 | 9  | 13 | 43:46     | 31     |
| 9.   | Morliny Ostróda                       | 22 | 8  | 14 | 38:53     | 24     |
| 10.  | Fibrain AZS Politechnika Rzeszów      | 22 | 7  | 15 | 36:58     | 18     |
| 11.  | GMKS Strzelec Frysztak                | 22 | 2  | 20 | 21:63     | 8      |
| 12.  | LKS Odra Metraco SA Miękinia          | 22 | 0  | 22 | 18:66     | 4      |

|     | BYD | BYT | DZI | FRY | GRO | GRU | JAR | MIĘ | OST | RZE | TOR | ZIE |
| BYD | –   | 3:2 | 1:3 | 3:0 | 1:3 | 1:3 | 0:3 | 3:0 | 3:0 | 3:1 | 0:3 | 2:3 |
| BYT | 3:2 | –   | 3:1 | 3:0 | 1:3 | 3:0 | 2:3 | 3:0 | 3:1 | 3:1 | 3:1 | 3:0 |
| DZI | 3:1 | 3:2 | –   | 3:0 | 3:2 | 2:3 | 3:0 | 3:0 | 3:1 | 3:1 | 2:3 | 3:0 |
| FRY | 1:3 | 1:3 | 1:3 | –   | 1:3 | 1:3 | 0:3 | 3:2 | 1:3 | 2:3 | 0:3 | 1:3 |
| GRO | 3:2 | 3:1 | 1:3 | 3:1 | –   | 1:3 | 3:2 | 3:1 | 3:2 | 3:0 | 3:2 | 2:3 |
| GRU | 3:2 | 2:3 | 3:1 | 3:0 | 3:2 | –   | 3:0 | 3:0 | 3:0 | 3:1 | 3:1 | 3:1 |
| JAR | 3:1 | 3:1 | 2:3 | 3:2 | 3:0 | 3:2 | –   | 3:0 | 3:2 | 3:1 | 3:0 | 1:3 |
| MIĘ | 1:3 | 1:3 | 1:3 | 1:3 | 2:3 | 1:3 | 1:3 | –   | 1:3 | 2:3 | 1:3 | 0:3 |
| OST | 1:3 | 1:3 | 1:3 | 3:1 | 3:1 | 2:3 | 1:3 | 3:2 | –   | 3:2 | 1:3 | 1:3 |
| RZE | 3:2 | 1:3 | 0:3 | 3:2 | 3:0 | 1:3 | 0:3 | 3:1 | 2:3 | –   | 3:2 | 1:3 |
| TOR | 3:1 | 3:0 | 1:3 | 3:0 | 1:3 | 1:3 | 2:3 | 3:0 | 3:0 | 3:1 | –   | 3:2 |
| ZIE | 1:3 | 0:3 | 3:2 | 3:0 | 1:3 | 3:0 | 1:3 | 3:0 | 1:3 | 3:2 | 1:3 | –   |

## Wyniki (paly-off)

### Półfinały
| Gospodarze                  | Wynik       | Goście                      |
| 1. półfinał                 | 1. półfinał | 1. półfinał                 |
| --------------------------- | ----------- | --------------------------- |
| 3S Polonia Bytom            | 1:3         | ASTS Olimpia-Unia Grudziądz |
| ASTS Olimpia-Unia Grudziądz | 3:0         | 3S Polonia Bytom            |
| 2. półfinał                 |             |                             |
| PKS Kolping Frac Jarosław   | 1:3         | KS Dekorglass Działdowo     |
| KS Dekorglass Działdowo     | 3:0         | PKS Kolping Frac Jarosław   |

### Finał
Finał został rozegrany 4 czerwca 2016 roku w Lesznowoli.
| ASTS Olimpia-Unia Grudziądz | 3:1 | KS Dekorglass Działdowo |
| --------------------------- | --- | ----------------------- |
| Wang Yang                   | 3:1 | Peng Tang               |
| Kaii Yoshida                | 3:0 | Patryk Chojnowski       |
| Patryk Zatówka              | 2:3 | Jiří Vráblík            |
| Kaii Yoshida                | 3:0 | Peng Tang               |

## Medaliści
| Lp. | Drużyna                     | Skład                                                                       |
| --- | --------------------------- | --------------------------------------------------------------------------- |
| 1.  | ASTS Olimpia-Unia Grudziądz | Wang Yang, Kaii Yoshida, Patryk Zatówka, Szymon Malicki, Yaroslav Zhmudenko |
| 2.  | KS Dekorglass Działdowo     | Patryk Chojnowski, Jiri Vrablik, Wenliang Xu, Peng Tang                     |
| 3.  | PKS Kolping Jarosław        | Wang Zeng Yi, Bartosz Such, Robert Floras                                   |
| 3.  | 3S Polonia Bytom            | Tomáš Konečný, Paweł Chmiel, Niagol Stoyanov                                |

## Ranking indywidualny
Źródło
| Pozycja | Zawodnik         | Państwo          | Klub                                  | Z  | P  | Sk [%] | +  | –  |
| ------- | ---------------- | ---------------- | ------------------------------------- | -- | -- | ------ | -- | -- |
| 1.      | Tomáš Konečný    | Czechy           | 3S Polonia Bytom                      | 27 | 11 | 71     | 81 | 33 |
| 2.      | Wang Zengyi      | Polska           | PKS Kolping Frac Jarosław             | 26 | 7  | 79     | 78 | 21 |
| 3.      | Wang Yang        | Słowacja         | ASTS Olimpia-Unia Grudziądz           | 25 | 5  | 83     | 75 | 15 |
| 4.      | Chen Weixing     | Austria          | KST Energa-Manekin Toruń              | 20 | 10 | 67     | 60 | 30 |
| 5.      | Lucjan Błaszczyk | Polska           | ZKS Palmiarnia Zielona Góra           | 20 | 13 | 61     | 60 | 39 |
| 6.      | Ádám Pattantyús  | Węgry            | Zooleszcz Gwiazda Bydgoszcz           | 18 | 9  | 67     | 54 | 27 |
| 7.      | Jiří Vráblík     | Czechy           | KS Dekorglass Działdowo               | 18 | 10 | 64     | 54 | 30 |
| 8.      | Michaił Pajkow   | Rosja            | Morliny Ostróda                       | 18 | 13 | 58     | 54 | 39 |
| 9.      | Daniel Górak     | Polska           | KS Dartom Bogoria Grodzisk Mazowiecki | 18 | 13 | 58     | 54 | 39 |
| 10.     | Oh Sang-eun      | Korea Południowa | ZKS Palmiarnia Zielona Góra           | 17 | 4  | 81     | 51 | 12 |